# Каспийский научно-исследовательский институт рыбного хозяйства
«Волжско-Каспийский филиал Федерального государственного бюджетного научного учреждения Всероссийского научно-исследовательского института рыбного хозяйства и океанографии (ФГБНУ „ВНИРО“) Каспийский научно-исследовательский институт рыбного хозяйства» (Волжско-Каспийский филиал ФГБНУ «ВНИРО» «КаспНИРХ») — одно из старейших научных учреждений России.
Задачами института является проведение научных исследований в области рыболовства и сохранения водных биоресурсов, а также развития аквакультуры.

## История
В 1889 году в Астрахани при Управлении рыбными и тюленьими промыслами была основана Санитарно-бактериологическая лаборатория. В 1893 году библиотеку, существующую при управлении с 1887 года, и ведомственный ихтиологический музей, основанный в 1888 году, объединили с санитарно-бактериологической лабораторией. В 1896 году для заведования бактериологическим кабинетом, химической лабораторией и библиотекой был приглашён из Ревеля доктор медицины Н. Я. Шмидт – автор ряда работ по вопросам гигиены и санитарного состояния рыбных промыслов. В конце 1897 года в результате объединения санитарно-бактериологической лаборатории, ихтиологического музея, библиотеки и фотографического кабинета была создана Ихтиологическая лаборатория Управления рыбными и тюленьими промыслами, неофициально называвшаяся ихтиологическим институтом. Возглавил лабораторию Н. Я. Шмидт, который руководил учреждением до 1901 года. Размещалось оно в доме Армянского Агабабовского училища на набережной Варвациевского канала, с платой 1000 руб. в год (здание сохранилось до сих пор). Так было положено начало Каспийскому научно-исследовательскому институту рыбного хозяйства.
Основными задачами лаборатории были: изучение природы рыбного яда[что?], анализ воды из р. Волги и астраханского водопровода, а также некоторых пищевых продуктов, определение скоростей течения, температуры и солёности воды Каспийского моря, осуществление санитарного надзор за промыслами. Очень скоро проводимые сотрудниками лаборатории исследования стали приобретать систематическое рыбохозяйственное направление.
В 1910 году для работы на Северном Каспии было спроектировано и специально построено первое научно-исследовательское судно «Почин», которое имело траловую лебёдку, лабораторию и приспособления для сбора научных материалов. С постройкой научного судна начались исследования по изучению биологии морских рыб, мест икрометания, нагула, зимовки, миграций.
В 1911 году Ихтиологическая лаборатория переведена в новое двухэтажное здание, в котором институт размещался до 1977 года (ул. Бэра, 9).
В период с 1905 по 1930 год лабораторию возглавляли Н. А. Смирнов (1905—1906), С. А. Митропольский (1906—1911), Ф. Ф. Каврайский (1912—1914), Н. Л. Чугунов (1915—1920), К. А. Киселевич (1920—1930).
В 1929 году Ихтиологическая лаборатория реорганизуется в Астраханскую, а в 1930 году — в Волго-Каспийскую научную рыбохозяйственную станцию. В этот период сотрудники лаборатории издали 6 томов своих «Трудов», состоящих их 4 выпусков и 6 научно-популярных книг по вопросам ихтиологии и рыбного промысла.
В 1933 году Волго-Каспийская научная рыбохозяйственная станция вошла в состав ВНИРО, а в 1948 году была преобразована в Каспийский филиал ВНИРО, который возглавил экономист В. А. Мурин. В состав филиала вошли Урало-Каспийская, Туркменская, Азербайджанская и Дагестанская научные рыбохозяйственные станции.
В 1954 году Каспийский филиал ВНИРО становится самостоятельным институтом с названием КаспНИРО, а в 1965 года переименован в КаспНИРХ. Это наименование институт носит до сих пор.
В 1964 году на базе лаборатории осетрового хозяйства был создан Центральный научно-исследовательский институт осетрового рыбного хозяйства (ЦНИОРХ), директором которого стал В. В. Мильштейн. Институт разместился в здании по ул. Желябова, 18. С созданием ЦНИОРХа исследования по осетровым значительно расширились и благодаря осуществлению внесенных предложений запасы и уловы этих рыб в Каспийском бассейне значительно увеличились.
В 1977 году КаспНИРХ разместился в специально построенном здании на ул. Савушкина, 1.
В 1988 году ЦНИОРХ и КаспНИРХ объединились в КаспНИРХ. Были созданы новые лаборатории, реорганизованы некоторые существующие. Значительно расширились исследования института. Научно-исследовательский флот включал около 40 судов, общая численность работников института превышала 900 человек.
После объединения всех региональных рыбохозяйственных институтов в единый государственный научный центр на базе ВНИРО КаспНИРХ стал Волжско-Каспийским филиалом ФГБНУ «ВНИРО» («КаспНИРХ») и курирует филиалы ФГБНУ «ВНИРО» в Казани («ТатарстанНИРО»), Саратове («СаратовНИРО») и Нижнем Новгороде («НижегородНИРО»). В состав КаспНИРХ входят научно-экспериментальный комплекс аквакультуры «БИОС» (с. Икряное), отделы «Элистинский» в Элисте (Республика Калмыкия) и «Западно-Каспийский» в Махачкале (Республика Дагестан), у института имеется специализированный морской и речной флот, музей и библиотека, насчитывающая 65 тыс. изданий.
В период с 1949 по 2021 год КаспНИРХ с его наименованиями возглавляли Б. А. Зенкевич (1949—1951), И. В. Никоноров (1951—1954, 1956—1962), В. Г. Андреев (1962—1972), А. И. Зайцев (1972—1980), В. П. Иванов (1980—2001), М. И. Карпюк (2001—2006), Г. А. Судаков (2006—2011), Т. В. Васильева (2011—2017), А. В. Мирзоян (2017—2021), В. С. Плюхин (2021—2022). С 2022 года филиалом руководит М. Н. Горохов.

## Руководство
| Заведующие Ихтиологической лабораторией - 1897—1901 — Н. Я. Шмидт. - 1901—1905 — должность вакантна. - 1905—1906 — Н. А. Смирнов. - 1906—1911 — С. А. Митропольский - 1912—1914 — Фёдор Фёдорович Каврайский. - 1915—1920 — Николай Лазаревич Чугунов. - 1920—1930 — Константин Андреевич Киселевич. Директора Волго-Каспийской научной рыбохозяйственной станции ВНИРО - 1940—1942 — Виктор Герасимович Милосердов. - 1942—1946 — Григорий Моисеевич Гуревич. - 1946—1948 — Василий Александрович Мурин. | Директора Каспийского бассейнового филиала ВНИРО ВНИРО (КаспВНИРО) - 1948—1949 — Василий Александрович Мурин. - 1949—1951 — Борис Александрович Зенкович. - 1951—1954 — Иван Васильевич Никоноров. Директора Каспийского бассейнового института рыбного хозяйства и океанографии (КаспНИРО) - 1954—1956 — Иван Андреевич Пискунов. - 1956—1962 — Иван Васильевич Никоноров. - 1962—1965 — Валерий Георгиевич Андреев. | Директора Каспийского НИИ рыбного хозяйства (КаспНИРХ, ФГУП «КаспНИРХ», ФГБНУ «КаспНИРХ») - 1965—1972 — Валерий Георгиевич Андреев. - 1972—1980 — Александр Иванович Зайцев. - 1980—2000 — Владимир Прокофьевич Иванов. - 2001—2006 — Марк Иванович Карпюк. - 2006—2011 — Геннадий Алексеевич Судаков. - 2011—2017 — Татьяна Викторовна Васильева. - 2017—2021 — Мирзоян Арсен Вячеславович. | Руководители Волжско-Каспийского филиала ФГБНУ «ВНИРО» («КаспНИРХ») - 2021—2022 — Виталий Сергеевич Плюхин. - 2022—по н. в. — Максим Николаевич Горохов. |

Директора Центрального НИИ осетрового рыбного хозяйства (ЦНИОРХ)
- 1964—1973 — В. В. Мильштейн.
- 1973—1974 — Тамара Васильевна Астахова.
- 1977—1983 — Георгий Андреевич Ширин.
- 1984 по 1988 — Виктор Семёнович Гарицкий.

## В XXI веке
В настоящее время основными направлениями исследований института являются: состояние биоресурсов и разработка рекомендаций их рационального промысла, экология рыбохозяйственных водоёмов, промышленная аквакультура.
Основная цель исследований КаспНИРХа — комплексное решение проблем изучения, освоения и эффективного использования водных биоресурсов Каспийского бассейна в интересах экономического развития России.
Институт имеет в своём составе свыше 20 научно-исследовательских лабораторий и отделов, в том числе в Республике Калмыкия, Дагестанский филиал. Мощнейший на Каспии научно-исследовательский флот КаспНИРХа насчитывает 9 судов, в том числе 4 — для морских исследований. Флагманом научного флота является РПС «Исследователь Каспия», оснащённый современным научным оборудованием и промысловым вооружением.
КаспНИРХ продолжает и развивает морские исследования на Каспии, расширяя банк уникальных биологических и экологических материалов, и представляет научно обоснованные прогнозы изменения состояния биоресурсов и экосистемы моря в целом. Институт располагает богатейшим банком данных, собранных за многие десятилетия, и проводит исследования по всей акватории Каспия. Несмотря на политическую разобщённость прикаспийских государств, их научные рыбохозяйственные центры продолжают тесное и плодотворное сотрудничество с КаспНИРХом. Институт поддерживает связи и с научными учреждениями дальнего зарубежья — Польши, Венгрии, Норвегии, Франции, США и других стран, является постоянным организатором и участником международных научных конференций и совещаний, выставок и симпозиумов, информационным центром получения достоверных сведений о проблемах рыбного хозяйства Волго-Каспийского региона. Это в целом способствует повышению научного престижа и заслуженного международного авторитета института и рыбной отрасли России в целом.
Особо следует отметить высокий уровень исследований КаспНИРХа, экосистемный подход к изучению биологических ресурсов водоёма, научный потенциал.
Расширяя и укрепляя рамки сотрудничества за пределами региона, не забывают здесь и о преемственности поколений. Примером тому является созданный на базе института международный морской Плавучий университет, главные задачи которого — обучение и повышение квалификации молодых морских экологов на базе научных исследований. В январе 2001 г. при Плавучем университете была организована Школа морских экологов.

## Структура
Структура института представлена 9 лабораториями и тремя филиалами.
Ресурсное направление:
- Лаборатория физиологии и генетики рыб
- Лаборатория воспроизводства рыб
- Лаборатория полупроходных и речных рыб
- Лаборатория морских рыб
- Лаборатория осетровых рыб

Направление экологических исследований
- Лаборатория водных проблем и токсикологии
- Лаборатория гидробиологии
- Лаборатория ихтиопатологии

Лаборатория аквакультуры
Структурными подразделениями института являются:
- Дагестанский филиал (отдел «Западно-Каспийский»)
- Лаборатория промысловой ихтиологии (отдел «Элистинский»)
- Научно-экспериментальный комплекс аквакультуры «БИОС»

### Западно-Каспийский отдел КаспНИРХ
В состав Западно-Каспийского отдела входит 4 подразделения: лаборатория промысловой ихтиологии, лаборатория гидробиологии, сектор научной диагностики рыб и сектор естественного воспроизводства рыб. Численность штатного персонала филиала составляет 65 человек, из них научных сотрудников — 42. В филиале работают 2 доктора и 11 кандидатов биологических наук. Исследования в филиале проводятся по трём основным направлениям — водных биологических ресурсов, экологии рыбохозяйственных водоёмов и аквакультуры.
Западно-Каспийский отдел КаспНИРХ проводит следующие актуальные для Каспия и его западно-каспийского рыбопромыслового района научно-исследовательские и поисковых работы:
- оценка запасов и разработка прогнозов ОДУ водных биоресурсов на основе как традиционных, так и новых методов;
- разработка рекомендаций по рациональному использованию водных биоресурсов западно-каспийского рыбопромыслового района;
- апробирование селективных орудий рыболовства для изъятия гидробионтов в изменяющихся гидрологических условиях Каспия, позволяющие значительно повысить эффективность освоения неиспользуемых резервов полупроходных, речных рыб, а также прибрежного промысла обыкновенной кильки, морских сельдей, кефалей и атерины;
- разработка рекомендаций для промышленности по оптимальному размещению промысловых усилий исходя из районов концентраций и миграций промысловых объектов. Важность этих работ заключается в том, что в изменяющихся гидрологических условиях Каспия происходят также существенные изменения районов промысловых концентраций и миграций морских, проходных и полупроходных рыб;
- использование контрольных орудий лова: ставных и плавных сетей, тралов, кошельковых и распорных неводов, конусных подхватов и других орудий лова для определения биологического состояния и качественной характеристики промысловых объектов;
- участие в работах, осуществляемых КаспНИРХом по изучению и освоению новых, перспективных промысловых районов на Каспии, а также в комплексных общекаспийских съемках по всем направлениям исследований;
- проведение работ по совершенствованию режима рыболовства.

Исследования водных биоресурсов Терско-Каспийского рыбопромыслового района носят комплексный характер: состояние запасов промысловых видов рыб и прогноз величины их изъятия (ОДУ) оценивается с учетом многофакторности влияния среды их обитания (гидролого-гидрохимический и гидробиологический режимы, эколого-токсикологическое и эпизоотическое состояние и др.). Учитываются также антропогенные факторы, оказывающее воздействие на состояние запасов рыб. Это значительные объемы незаконного изъятия рыб, неэффективное управление промыслом и др.
Исследования, проводимые ДФ КаспНИРХ (Западно-Каспийский отдел) по направлению «Аквакультура» осуществляются с целью совершенствования биотехнологии искусственного воспроизводства и товарного выращивания ценных видов рыб, позволяющие поддерживать природные запасы рыб, а также существенно повысить рыбопродуктивность и перейти к индустриальным формам ведения рыбоводного хозяйства. При этом решаются следующие задачи:
- разработка рыбоводно-биологического обоснования по вселению растительноядных рыб во внутренние водоёмы; разработка биотехнологии форелеводства на базе горных водохранилищ Сулакского каскада ГЭС;
- разработка новых форм, методов, приёмов и нетрадиционных технологических подходов и решений, обеспечивающих максимальный объём производства прудовой рыбы высокого качества при минимальных затратах материально-технических ресурсов;
- формирование ремонтно-маточных стад осетровых рыб методом «от икры»;
- совершенствование технологии выращивания осетровых рыб в прудах и бассейнах до товарной продукции;
- разработка новых форм и методов повышения эффективности искусственного воспроизводства осетровых видов рыб.

Исследования по проблеме «товарное осетроводство» были начаты в 1996 году и развиваются по двум направлениям:
- совершенствование технологии товарного выращивания осетровых в различных экологических условиях (пруды, бассейны);
- формирование репродуктированных маточных стад осетровых.

Исследование в основном проводятся с главным объектом товарного осетроводства — бестером первого поколения.
Разрабатывается технология выращивания в прудах поликультуры осетровых с веслоносом и растительноядными рыбами. Проводятся работы по разработке технологии выращивания осетровых в бассейнах на Широкольском рыбокомбинате.
Осуществляется работа по формированию репродуктивных маточных стад осетровых и веслоноса с применением селекционных приёмов при отборе разновозрастных осетровых в ремонтное стадо.
Развитие исследований по проблеме «прудовое рыбоводство» в Дагестане происходило с 1960-х годов и они были обусловлены благоприятными природно-климатическими условиями. В республике была создана мощная производственная база — около 5 тыс. га. нагульных и 700 га. выростных прудов и более 3 тыс.га. озерно-товарных хозяйств. Производство работало в тесной связи с наукой. Филиалом были разработаны технологии выращивания посадочного материала и товарной рыбы, внедрена в производство новая непрерывная технология выращивания товарной рыбы, позволившая получить продуктивность 52 ц/га. Все это позволило к 1989 г. довести производство прудовой рыбы до 3,6 тыс.т. В настоящее время, в условиях резкого падения производства, основной задачей является доведение объёмов производства прудовой рыбы до 1,5—2,0 тыс.т. в год.
Анализ природных условий, типов водоёмов показывает, что западно-каспийский район располагает большими возможностями для развития аквакультуры путём создания крупных пресноводных и морских товарных хозяйств по выращиванию особо ценных видов рыб, таких как осетровых и лососевых.
По направлению «экология и водная токсикология» исследования в ДФ КаспНИРХ (отдел «Западно-Каспийский») проводятся с момента его создания. Накоплен большой опыт проведения подобных исследований, подготовлены и работают соответствующие специалисты, имеющий многолетний опыт работы. Имеющийся научный потенциал, а также материальная база позволяют систематически контролировать эколого-токсикологическую обстановку в западно-каспийском районе. Круг вопросов, связанных с выполнением работ данного направления, обширен.
Для проведения экспериментальных и токсикологических исследований лаборатория располагает оснащенную необходимым оборудованием экспериментальную базу на побережье Каспийского моря.
Филиал активно проводит исследования по проблеме экологической безопасности Каспия при разработке нефтегазовых месторождений западного морского шельфа Каспия. Для этого осуществляется комплексный мониторинг окружающей среды с оценкой эффективности природоохранных мероприятий.
За период существования филиала в ведущих НИИ страны прошли аспирантуру и защищено более 40 кандидатских и 2 докторские диссертаций, что является значительным достижением для небольшого коллектива. Из стен ДФ КаспНИРХа вышло много высококлассных специалистов, которые в последующем нашли свое место в академической науке, ВУЗах, а также на ответственных должностях.
Являясь структурным подразделением КаспНИРХа, отдел «Западно-Каспийский» все годы своей деятельности работает не только в тесном сотрудничестве с головным институтом, но и решает задачи по единой общей программе практически по всем основным направлениям исследований.
Отдел все эти годы сотрудничает с академической и ВУЗовской наукой, решает общие рыбохозяйственные проблемы с Правительством Республики Дагестан, структурными подразделениями Росрыболовства в республике, промышленностью Дагестана, рыбоохранными и правоохранительными органами.

### Элистинский отдел КаспНИРХ
В 1979 году, с целью оказания научно-методической и практической помощи рыбоводным хозяйствам Республики Калмыкия, был организован Калмыцкий сектор Краснодарского филиала ВНИИПРХа. Работы проводились по трём направлениям:
- создание ремонтно-маточного стада на Чограйском рыбопитомнике;
- разработка рекомендаций по повышению рыбопродуктивности прудовых хозяйств;
- биологическое обоснование рыбохозяйственного освоения внутренних водоёмов республики.

В 1994 году в целях расширения исследований в северо-западной части Каспийского моря 1 марта 1994 года создана Калмыцкая лаборатория промысловой ихтиологии КаспНИРХа на базе уже функционирующей с 1987 года Лаганской группы. Заведующей вновь организованной лаборатории стала Д. С. Петрушкиева. В 2002 году лаборатория была переименована в лабораторию мониторинга сырьевых ресурсов северо-западной части Каспийского моря. С 9 января 2008 года лаборатория реорганизована в лабораторию промысловой ихтиологии. Она находится в городе Элиста Республики Калмыкия и является структурным подразделением, входящим в состав Каспийского научно-исследовательского института рыбного хозяйства.
Основные направления исследований:
- ежегодная оценка запасов и расчет общих допустимых уловов (ОДУ) полупроходных и речных рыб в северо-западной части моря;
- определение эффективности воспроизводства рыб у побережья Калмыкии и во внутренних промысловых водоемах;
- изучение биологии и распространения рыб в промысловой зоне в зависимости от абиотических и биотических факторов;
- изучение состояния промысла и разработка рекомендаций по его совершенствованию;
- апробация орудий лова повышенной уловистости и селективности в прибрежной зоне моря и во внутренних водоемах;
- оценка запасов и прогноз вылова рыбы во внутренних водоемах Республики Калмыкия;
- разработка биологических обоснований рыбохозяйственного освоения водоемов комплексного назначения для товарного выращивания рыб.

Кроме основной работы, сотрудники лаборатории провели ряд научных исследований, которые являются актуальными, имеют практическую значимость, как и основная работа, для рыбной отрасли республики.
На основании проведённых исследований разработаны: раздел по организации и технологии ведения рыбного хозяйства в системе АПК Республики Калмыкия (РК) на 1996—2000 годы, Программа развития рыбного хозяйства РК на период 1996—2010 годов и Программа развития прудового рыбоводства республики на 2001—2005 года. Совместно с Комитетом по рыболовству проделана работа по внутренним водоёмам с целью разграничения их функции по ведению промысла и развитию товарного рыбоводства, на основании чего вышло постановление Правительства РК «О предоставлении в пользование внутренних водоёмов РК для товарного рыборазведения, промышленного рыболовства и рыбоводства» № 241 от 08.12.1999 г.
Разработано биологическое обоснование внесения изменений в «Правила рыболовства Волго-Каспийского рыбохозяйственного бассейна» по северо-западной части Северного Каспия. Внесены следующие изменения:
- удлинены сроки промысла на 21 день в морской зоне;
- увеличен размер ячеи ставных сетей до 90 мм, вместо 55—60 мм, которые позволяют изымать старшие возрастные группы рыб более крупных размеров;
- расширена 500-метровая зона промысла до 1 километра.

Подготовлены материалы к разработке Концепции развития рыбного хозяйства РФ на период до 2020 года.
Лабораторией была проведена научно-исследовательская работа: «Биологическое обоснование рыбохозяйственной оценки северо-западной части Северного Каспия для развития прибрежного рыболовства в Республике Калмыкия» по требованию Северо-Кавказского регионального пограничного управления ФСБ России по исполнению п. 14 Постановления Правительства РФ № 704 от 20.11.2003 г.
Разработана программа развития марикультуры в северо-западной части Северного Каспия (у побережья Калмыкии).
Проведено экспериментальное выращивание в садках осетровых видов рыб в морской зоне на острове Морской Иван-Караул. Материалы по результатам исследования доложены на биологической секции Учёного Совета института и на II Международной научно-практической конференции «Аквакультура осетровых рыб: достижения и перспективы развития».
Под руководством и при непосредственном участии сотрудников лаборатории впервые в республике произведено зарыбление осетровыми озере Бузга.
Совместно со специалистами ФГУП «КаспНИРХ» разработан бизнес-план по выращиванию в садках стерляди, русского осетра, белуги и получению пищевой икры в районе Авляйкино у побережья Калмыкии.
Осенью 2002—2003 годов проведены исследования по испытанию морских традиционных, экспериментальных и глубоководных вентерей в прибрежной зоне моря, за пределами 500-метровой зоны.
В 2007 году проведён научно-экспериментальный лов морских, полупроходных и туводных видов рыб ставным неводом в море.
Разработан ряд рыбоводно-биологических обоснований по рыбохозяйственному использованию естественных внутренних водоёмов, которые отданы в аренду, для товарного выращивания.
Ежегодно оказывается научно-методическая и консультативная помощь:
- в выращивании товарной рыбы в хозяйствах республики;
- в расчёте плотности посадки рыбопосадочного материала в зависимости от кормовой базы;
- в проведении гидрохимических и гидробиологических анализов для оценки состояния среды обитания гидробионтов в водоёмах.

По распоряжению Правительства Республики Калмыкия разрабатывались следующие предложения:
- по совершенствованию государственного управления водными биологическими ресурсами;
- о подготовке проекта порядка определения границ рыбопромысловых участков;
- для разработки проекта Федерального Закона «О сохранении осетровых рыб и рациональном использовании их запасов»;
- о согласовании перечней рыбопромысловых участков;
- материалы для ежегодного Справочника о морской деятельности Российской Федерации по Республике Калмыкия;
- к проекту Федерального Закона № 400876-4 «Об аквакультуре»;
- по исследованиям, имеющим практическую значимость для рыбной отрасли Республики Калмыкия;
- для рассмотрения на заседании Правительства РК в 2006 г.;
- по софинансированию мероприятий Федеральной Целевой Программы "Повышение эффективности использования и развития ресурсного потенциала рыбохозяйственного комплекса на 2008—2012 гг. в республике;
- к проекту Федерального Закона «О прибрежном рыболовстве»;
- к проекту постановления Правительства РК «Об итогах инвентаризации гидротехнических сооружений водохозяйственных объектов»;
- по актуальным научным исследованиям для рыбного хозяйства РК;
- в концепцию Целевой Программы «Юг России» на 2007—2012 гг. по развитию рыбохозяйственного комплекса РК;
- о целесообразности деления морской зоны у калмыцкого побережья на рыбопромысловые участки и закреплении их за квотодержателями;
- о развитии рыбохозяйственного комплекса республики Калмыкия (Южный Федеральный Округ);
- в Правила рыболовства для Азово-Черноморского бассейна;
- по развитию аквакультуры в Республике Калмыкия;
- по осуществлению прибрежного рыболовства в Республике Калмыкия.

Зав. отделом Д. С. Петрушкиева входит в состав:
- Совета по морской деятельности при Правительстве РК;
- Межведомственной комиссии по определению долей для прибрежного рыболовства, закрепляемых за заявителями — предприятиями рыбной отрасли;
- республиканской межведомственной комиссии по охране, воспроизводству и использованию водных биологических ресурсов;
- Учёного Совета ВКФ ФГБНУ «ВНИРО» («КаспНИРХ»);
- республиканского рыбохозяйственного Совета;
- комиссий по обследованию внутренних водоёмов РК;
- комиссии с участием представителей бассейнового Управления «Азоврыбвод» по учёту рыбоводной продукции, выпускаемой ГУП «Чограйский рыбопитомник» и ООО рыбопитомник «Лотос» в Чограйское водохранилище;

является участницей
- рабочей группы КНПС;
- заседания Регионального рыбохозяйственного Совета по вопросам рыболовства в восточных водохранилищах Манычской группы;
- заседания Кубанского НПС по внутренним водоёмам.